# Jula (cantante)
Jula, pseudonimo di Julita Ratowska (Łomża, 3 marzo 1991), è una cantante polacca.

## Biografia
Jula ha acquisito notorietà pubblicando canzoni da lei registrate su internet a partire dal 2007. Nel 2012, dopo aver firmato un contratto con l'etichetta discografica My Music, ha pubblicato il suo singolo di debutto Za każdym razem, che ha raggiunto la vetta della classifica polacca, seguito da un altro singolo numero uno, Nie zatrzymasz mnie. I due brani sono inclusi nell'album di debutto di Jula, Na krawędzi, che ha raggiunto la 3ª posizione in classifica ed è stato certificato disco d'oro dalla Związek Producentów Audio-Video con oltre 15 000 copie vendute a livello nazionale. Il successo del disco le ha fruttato un premio per la cantante dell'anno e uno per il miglior artista esordiente agli Eska Music Awards 2012. Ha inoltre ricevuto una candidatura per il miglior artista polacco ai Kids' Choice Awards del 2013.
A giugno 2014 è uscito il secondo album di Jula, 180°, che ha debuttato alla 24ª posizione in classifica. Nel 2016 ha abbandonato la My Music e ha firmato con la Warner Music Poland, su cui ha presto pubblicato il singolo Milion słów, che si è rivelato il maggior successo della sua carriera, con due dischi di platino e più di 40 000 copie vendute. Il brano ha anticipato l'omonimo album del 2017, che ha raggiunto il 14º posto in classifica.

## Discografia

### Album in studio
- 2012 – Na krawędzi
- 2014 – 180°
- 2017 – Milion słów

### Singoli
- 2012 – Za każdym razem
- 2012 – Nie zatrzymasz mnie
- 2012 – Kiedyś odnajdziemy siebie
- 2013 – Ślad
- 2014 – Przed siebie
- 2014 – Nieśmiertelni
- 2014 – Będę za Tobą (feat. Fabisz)
- 2016 – Milion słów
- 2016 – Gdy gwiazdka (feat. Sound'n'Grace)
- 2017 – Dobrego dnia
- 2017 – M jak miłość
- 2017 – Tętno
- 2017 – Nieistnienie
- 2020 – Straciłam

#### Come featuring
- 2018 – To dobre jest (DJ Remo feat. Jula)
- 2019 – Zanim nas policzysz (Filip Lato feat. Jula)